# Kim Hye-yoon
Kim Hye-yoon (en hangul, 김혜윤; hanja: 金惠奫; RR: Gim Hye-yun; nacida en Seongnam el 10 de noviembre de 1996) es una actriz surcoreana.

## Biografía
Estudió en la Universidad de Konkuk, donde se especializó en actuación y dirección en el Departamento de Artes Cinematográficas. Compaginó estos estudios con sus primeras actuaciones. Se graduó en febrero de 2019.

## Carrera
El 5 de junio del 2013 obtuvo un pequeño papel en la serie I Can Hear Your Voice (también conocida como "I Hear Your Voice"), donde dio vida a la estudiante Kim Yeon-jin, la amiga de la secundaria de la joven Seo Do-yeon (Jung Min-ah). El 8 de octubre del mismo año obtuvo un pequeño papel en la serie The Suspicious Housekeeper, donde interpretó a Bang Soo-yeon, la amiga de la joven Eun Han-gyul (Kim So-hyun).
En el 2014 se unió al elenco extendido de la serie Bad Guys, donde dio vida a Oh Ji-yeon, la hija de Oh Gu-tak (Kim Sang-joong).
En abril del 2015 obtuvo un pequeño papel en la película de suspenso de Hong Kong-China Helios, donde interpretó a la hermana menor del agente especial de Corea del Sur Park Woo-cheol (Choi Si-won).
El 23 de noviembre del 2016 obtuvo un pequeño papel en el tercer episodio de la serie Legend of the Blue Sea, donde dio vida a la hija de Jang Jin-ok (Kim Sung-ryung).
En el 2017 se unió al elenco extendido de la serie Man in the Kitchen, donde interpretó a Jung Soo-ji, la hermana menor de Jung Soo-mi (Lee Kyu-jung). El 1 de abril del mismo año apareció en la serie Tunnel, donde dio vida a Kim Young-ja, la quinta víctima del asesino Kim Tae-soo (Song Young-jae), quien luego de sobrevivir cambia su identidad a "Kim Jeong-hye" (Jo Shi-nae). Papel que volvió a interpretar el 13 de mayo del mismo año.
En noviembre del 2018 obtuvo su primer papel importante cuando se unió al elenco recurrente de la serie Sky Castle, donde interpretó a Kang Ye-seo, la hija mayor de Han Seo-jin (Yum Jung-ah), quien sueña en ingresar a la facultad de medicina de la Universidad Nacional de Seúl, hasta el final de la serie en febrero del 2019.
El 11 de abril del 2019 se unió al elenco recurrente de la película Another Child, donde interpretó a Jung Hyun-joo, la compañera de clases de Joo-ri (Kim Hye-jun). El 11 de septiembre del mismo año realizó una aparición especial en la película The Bad Guys: Reign of Chaos, dando vida a Oh Ji-yeon, la hija de Oh Gu-tak (Kim Sang-joong). El 2 de octubre del mismo año se unió al elenco principal de la serie Extraordinary You, donde interpretó a la estudiante Eun Dan-oh, hasta el final de la serie el 21 de noviembre del mismo año.
En marzo del 2020 se anunció que realizaría una aparición especial en la serie Record of Youth (también conocida como The Moment).
En abril de 2021 se confirmó que se uniría al elenco de la película Similar. La película es una nueva versión de Ditto, largometraje del año 2000.El 30 de junio del mismo año se unió al elenco de la película Midnight, donde interpretó a So-jung, la hermana menor del exoficial de la marina Jong Tak (Park Hoon), una estudiante de secundaria que es la última persona en toparse con el asesino en serie Do Shik (Wi Ha-joon). El 8 de octubre del mismo año se unió al elenco de la película The Girl on a Bulldozer, donde dio vida a Hye-young, una joven que investiga el comportamiento de su padre después de que sufre un accidente inesperado.
El 8 de noviembre del mismo año se unió al elenco principal de la serie Secret Royal Inspector Joy (también conocida como "Inspector Couple Joy & Ryan"), donde interpretó a Kim Jo-yi.En diciembre del mismo año se unió al elenco principal de la serie Snowdrop, donde dio vida a Kye Boon-ok, una operadora de teléfono en una residencia universitaria femenina que tuvo que renunciar a una educación superior debido a las circunstancias económicas de su familia, y siente envidia de las residentes.

## Filmografía

### Series de televisión
| Año     | Título                       | Personaje                      | Notas                     | Ref.          |
| ------- | ---------------------------- | ------------------------------ | ------------------------- | ------------- |
| 2012    | The Great Seer               | Joven atada                    |                           |               |
| 2012    | Missing You                  | Estudiante                     | Ep. 2                     |               |
| 2012    | Family                       | Joven                          | Ep. 63                    |               |
| 2013    | TV Novel: Samsaengi          | Jung Yoon-hee adolescente      |                           |               |
| 2013    | King of Ambition             | Joven en la Parada del Autobús | Ep. 22                    |               |
| 2013    | I Can Hear Your Voice        | Kim Yeon-jin                   | Ep. 1                     |               |
| 2013    | The Suspicious Housekeeper   | Bang Soo-yeon                  | Ep. 6                     |               |
| 2014    | Wang's Family                | Wang Ho-bak de joven           | Ep. 40                    |               |
| 2014    | Bad Guys                     | Oh Ji-yeon                     |                           |               |
| 2014    | Pride and Prejudice          | Kang Han-na                    | Ep. 15                    |               |
| 2015    | Punch                        | Hija de Cho Kang-jae           | Ep. 11                    |               |
| 2015    | A Daughter Just Like You     | Ma Ji-sung (de joven)          | Ep. 1                     |               |
| 2015    | The Return of Hwang Geum-bok | Hwang Eun-sil (de joven)       | Ep. 7                     |               |
| 2015    | Hidden Identity              | Jang Min-joo (de joven)        | Ep. 14                    |               |
| 2015    | Mrs. Cop                     | Joven fugitiva                 | Ep. 5                     |               |
| 2016    | Mystery Freshman             | Estudiante Universitaria       | Ep. 1                     |               |
| 2016    | Doctors                      | Estudiante de Secundaria       | Ep. 2                     |               |
| 2016    | Cinderella with Four Knights | Cajera en la Tienda            | Ep. 2                     |               |
| 2016    | Shopping King Louie          | Song Yeon-ah                   | 3 episodios               |               |
| 2016    | Legend of the Blue Sea       | Hija de Jang Jin-ok            | Ep. 3                     |               |
| 2017    | Goblin                       | Joven                          | Ep. 15                    |               |
| 2017    | Queen of the Ring            | Joven sentada                  | Ep. 3                     |               |
| 2017    | Tunnel                       | Kim Young-ja de joven          | 2 episodios               |               |
| 2017    | Radiant Office               | Joven rebelde                  | Ep. 8                     |               |
| 2017-18 | Man in the Kitchen           | Jung Soo-ji                    |                           |               |
| 2018    | Oh, the Mysterious           | Kook Soo-ran (de joven)        | Ep. 26                    |               |
| 2018    | Come and Hug Me              | Yeon-sil                       | 2 episodios               |               |
| 2018    | Let's Eat 3                  | Hija de Paciente               | Ep. 1                     |               |
| 2018-19 | Sky Castle                   | Kang Ye-seo                    | 20 episodios              |               |
| 2019    | Extraordinary You            | Eun Dan-oh                     | 32 episodios              | [ 21 ]        |
| 2020    | Record of Youth              | Lee Bo-Ra                      | Aparición especial, ep. 1 | [ 22 ]        |
| 2020    | Live On                      | Seo Hyun-ah                    | Aparición especial, ep. 1 | [ 23 ]        |
| 2020    | True Beauty                  | Eun Dan-oh                     | Aparición especial, ep. 4 | [ 24 ] [ 25 ] |
| 2021    | Secret Royal Inspector Joy   | Kim Jo-yi                      | 16 episodios              | [ 26 ]        |
| 2021-22 | Snowdrop                     | Kye Boon-ok                    | 16 episodios              | [ 19 ]        |
| 2022    | Cleaning Up                  | Joo-hyun                       | Ep. 1                     | [ 27 ]        |
| 2024    | Lovely Runner                | Im Sol                         | 16 episodios              | [ 28 ] [ 29 ] |

### Series web
| Año  | Título                             | Personaje    | Notas                      |
| ---- | ---------------------------------- | ------------ | -------------------------- |
| 2016 | Secret Crushes Season 1            | Actriz 2     |                            |
| 2016 | Secret Crushes Season 2            | Kim Hye-yoon |                            |
| 2016 | Drunkard                           | Shin Ho-jung |                            |
| 2017 | Secret Crushes Season 3            | Kim Hye-yoon | Aparición especial, ep. 15 |
| 2017 | Supernatural?                      | Shin Ho-jung |                            |
| 2018 | Social Story - Tears of Job Seeker | Kim Hye-yoon |                            |
| 2019 | Secret Crushes Special Edition     | Kim Hye-yoon |                            |

### Películas
| Año  | Título                       | Personaje                 | Notas                                                                                                | Ref.          |
| ---- | ---------------------------- | ------------------------- | --- | ------------- |
| 2013 | Hide and Seek                | Estudiante                | Junto a Son Hyun-joo, Moon Jeong-hee, Jeon Mi-seon y Kim Won-hae                                     |               |
| 2015 | Helios                       | Hermana de Park Woo-cheol | Junto a Choi Si-won, Yoon Jin-yi y Ji Jin-hee                                                        |               |
| 2016 | The Bacchus Lady             | Enfermera No. 3           | Junto a Youn Yuh-jung, Jeon Moo-song, Yoon Kye-sang y Park Seung-tae                                 |               |
| 2017 | Memoir of a Murderer         | Maria (de joven)          | Junto a Gil Hae-yeon, Kim Nam-gil, Sol Kyung-gu, Kim Seol-hyun, Oh Dal-su, Hwang Seok-jeong          |               |
| 2019 | Another Child                | Jung Hyun-joo             | Junto a Yum Jung-ah, Kim So-jin, Kim Hye-jun, Park Se-jin, Kim Yoon-seok, Kim Hee-won y Lee Hee-joon |               |
| 2019 | The Bad Guys: Reign of Chaos | Oh Ji-yeon                | Junto a Kim Sang-joong - (aparición especial)                                                        |               |
| 2020 | Midnight                     | So-jung                   | Junto a Wi Ha-joon, Park Hoon, Jin Ki-joo y Gil Hae-yeon                                             |               |
| 2022 | The Girl on a Bulldozer      | Goo Hye-young             | Junto a Yesung                                                                                       | [ 30 ] [ 31 ] |
| 2022 | Similar                      | Seo Han Sol               | Junto a Cho Yi-hyun, Yeo Jin-goo, Na In-woo y Bae In Hyuk                                            |               |

### Cortometrajes
| Año  | Título                               | Personaje             | Notas                                                                |
| ---- | ------------------------------------ | --------------------- | -------------------------------------------------------------------- |
| 2018 | A Report on the Banality of Judgment | Yoon-ji               | (corto)                                                              |
| 2018 | BETTA                                | Kim Jung-hyun         | (corto)                                                              |
| 2018 | Dawn to Dawn                         | Sun-young             | junto a Jeong Ha-dam - (corto)                                       |
| 2017 | Father's Face                        | Park Hye-yoon         | (corto)                                                              |
| 2017 | Say to You                           | -                     | (corto)                                                              |
| 2017 | Irreversible                         | -                     | (corto)                                                              |
| 2017 | Lyrical World                        | -                     | (corto)                                                              |
| 2017 | Interview                            | -                     | (corto)                                                              |
| 2017 | Claw Crane                           | Eun-ah (de joven)     | (corto)                                                              |
| 2017 | Suncheon Memory                      | Yeon-oh               | (corto)                                                              |
| 2017 | The Day I Hate to Go to School       | Lim Eun-jung          | (corto)                                                              |
| 2016 | Grasshopper Complex                  | -                     | (corto)                                                              |
| 2016 | Ugly Day                             | So-hyun               | (corto)                                                              |
| 2016 | Spring Sky                           | -                     | (corto)                                                              |
| 2016 | Deviation                            | -                     | (corto)                                                              |
| 2016 | Chicken Run                          | -                     | (corto)                                                              |
| 2016 | The Road Not Taken                   | Joven                 | junto a Park Ye-young, Ahn Sun-young y Lee Taek-guen - (corto)       |
| 2016 | Broken                               | Hye-yoon              | junto a Lee Won-keun, 장원희 y 강민경 - (corto)                      |
| 2015 | You Can't Stop the Beat              | -                     | junto a 김승주, 류민우, 서재형, 이소연 y 문준호 - (corto documental) |
| 2013 | Hello Seoul                          | Park Mi-ok (de joven) | (corto promocional)                                                  |

### Programas de variedades
| Año        | Programa                                                       | Notas                                      |
| ---------- | -------------------------------------------------------------- | ------------------------------------------ |
| 2021       | Law of the Jungle                                              | miembro                                    |
| 2021       | Beauty and the Beast                                           | miembro                                    |
| 2021       | Hangout with Yoo (How Do You Play?)                            | invitada                                   |
| 2021       | Busted! 3                                                      | invitada                                   |
| 2020       | Those Who Cross the Line - Returns (선을 넘는 녀석들 - 리턴즈) | 3 episodios - (ep. #43, 44, 45) - invitada |
| 2020       | Wassup Man GO!                                                 | (ep. #1) - invitada                        |
| 2020       | Let's Eat Dinner Together (한끼줍쇼)                           | (ep. #164) - invitada                      |
| 2019, 2020 | Access Showbiz Tonight (본격연예 한밤)                         |                                            |
| 2019, 2020 | Knowing Bros                                                   | 2 episodios - (ep. #166, 212) - invitada   |
| 2019       | Section TV (섹션TV 연예통신)                                   |                                            |
| 2019       | Running Man                                                    | (ep. #448) - invitada                      |
| 2019       | Cool Kids (요즘애들)                                           | (ep. #10) - invitada - junto a Chani       |
| 2019       | Show! Music Core                                               | (apareció en video apoyando a Chani)       |
| 2019       | Entertainment Weekly (연예가중계)                              |                                            |
| 2019       | Happy Together: Season 4                                       | 2 episodios - (ep. #17, 18) - invitada     |

### Presentadora
| Año  | Evento                             | Notas                     |
| ---- | ---------------------------------- | ------------------------- |
| 2021 | 2021 MAMA (2021 Mnet Music Awards) | presentadora de categoría |
| 2020 | 2020 The Fact Music Awards         | presentadora de categoría |
| 2020 | 56th Baeksang Arts Awards          | presentadora de categoría |
| 2020 | 29th Seoul Music Awards            | presentadora de categoría |
| 2019 | 40th Blue Dragon Film Awards       | presentadora de categoría |
| 2019 | 2nd M2 X Genie Music Awards (MGMA) | presentadora de categoría |
| 2019 | 1st The Fact Music Awards          | presentadora de categoría |

### Apariciones en programas de radio
| Año  | Título                                    |             | Notas                 |
| ---- | ----------------------------------------- | ----------- | --------------------- |
| 2020 | Radio with book (책을 듣다)               | MBC 표준FM  | invitada              |
| 2020 | AvenGirls (어벤걸스)                      | 네이버 NOW. |                       |
| 2019 | Idol Radio (아이돌 라디오)                | MBC 표준FM  | (ep. #365) - invitada |
| 2019 | Power FM (김영철의 파워FM)                | SBS 파워FM  | invitada              |
| 2019 | Volume Up (볼륨을 높여요)                 | KBS 쿨FM    | invitada              |
| 2019 | Mr. Radio (장항준 김진수의 미스터 라디오) | KBS 쿨FM    | invitada              |
| 2018 | Movie Recipe (호우의 무비레시피)          | Podcast     | invitada              |

### Apariciones en videos musicales
| Año  | Intérprete             | Canción           | Notas  |
| ---- | ---------------------- | ----------------- | ------ |
| 2020 | Jay Park, Golden, pH-1 | "Afternoon"       |        |
| 2020 | Kim Na-young           | "Not Anyone Else" | [ 60 ] |
| 2019 | Bigman                 | "DAY BY DAY"      | [ 61 ] |
| 2017 | 9 and the Numbers      | "Water Dept."     | [ 62 ] |

### Revistas / sesiones fotográficas
| Año  | Título                | Notas                                     |
| ---- | --------------------- | ----------------------------------------- |
| 2021 | 1st Look!             | junto a Ok Taec-yeon                      |
| 2020 | @star1 Magazine!      | [ 64 ]                                    |
| 2020 | High Cut Magazine     | junto a Rowoon - (publicación de febrero) |
| 2019 | Elle Magazine         | [ 66 ]                                    |
| 2019 | Marie Claire Magazine | [ 67 ]                                    |
| 2019 | At Star 1 Magazine    | [ 68 ]                                    |
| 2019 | Cine 21 Magazine      | (publicación de febrero)                  |

### Anuncios
| Año  | Corporativo - Marca                                  | Notas                              |
| ---- | ---------------------------------------------------- | ---------------------------------- |
| 2020 | 조시아 헬스케어 - 더하기빼기 쾌변젤리                |                                    |
| 2019 | 서울특별시 - 불법 촬영 근절 IDOO(아이두) 캠페인      | (anuncio para el servicio público) |
| 2019 | 디쉐어 - 쓰리제이에듀 모의보감                       |                                    |
| 2019 | 환경부 - 국가 지속가능발전목표(K-SDGs): 캠페인       | (anuncio para el servicio público) |
| 2019 | 신세계인터내셔날 - 디자인유나이티드                  |                                    |
| 2019 | 동아제약 - 템포                                      |                                    |
| 2019 | 여성가족부 - 청소년 상담전화 1388 캠페인             | (anuncio para el servicio público) |
| 2019 | 여성가족부 - 희망고백 100그라운드 캠페인             | (anuncio para el servicio público) |
| 2019 | KB금융그룹 - KB국민카드                              |                                    |
| 2019 | LG생활건강 - 닥터벨머                                |                                    |
| 2019 | CJ슈퍼레이스 - MINI 챌린지 코리아 앰버서더           |                                    |
| 2019 | 롯데하이마트 - IT가전 페스티벌                       |                                    |
| 2019 | 일동제약 - 아로나민 골드                             |                                    |
| 2018 | 미래능력개발교육원 - 고용노동부 IT취업 지원 캠페인   |                                    |
| 2018 | JW중외제약 - 프렌즈 아이드롭                         |                                    |
| 2018 | 제이엔지코리아 - 시에로 코스메틱 그래니 애틱 버블 폼 |                                    |
| 2017 | Mnet - "내 사람친구의 연애" 티저 광고                |                                    |
| 2017 | 큐피스트 - 모바일 애플리케이션 "글램"                |                                    |
| 2014 | 여성가족부 - 다문화가족 캠페인                       | (anuncio para el servicio público) |
| 2014 | 매일유업 - 우유속에 빠지다                           |                                    |
| 2013 | MIOGGI - "김치 프로바이오틱스" 티저 광고             |                                    |
| 2013 | 천재교육 - 고등학교 교과서                           |                                    |
| 2012 | SK텔레콤 - 사회공헌 캠페인                           |                                    |

## Embajadora
En el 2019 fue nombrada embajadora honoraria Embajador de la campaña de concientización pública para ayudar a las víctimas de la violencia cibernética de la ciudad de Seúl "IDOO".
| Año  | Título | Notas                |
| ---- | ------ | -------------------- |
| 2019 | IDOO   | Embajadora honoraria |

## Premios y nominaciones
| Año  | Premios                                     | Categoría                                               | Trabajo           | Resultado | Ref.                 |
| ---- | ------------------------------------------- | ------------------------------------------------------- | ----------------- | --------- | -------------------- |
| 2019 | 55th Baeksang Arts Award                    | Best New Actress (TV)                                   | Sky Castle        | Ganadora  | [ 71 ] [ 72 ]        |
| 2019 | 27th Korean Culture and Entertainment Award | Excellence Award, Actress in a Drama                    | Sky Castle        | Ganadora  |                      |
| 2019 | 18th Korea First Brand Award                | Rising Star Award, Actress                              | —                 | Ganadora  |                      |
| 2019 | 14th Asia Model Award                       | Rising Star Award                                       | —                 | Ganadora  | [ 73 ]               |
| 2019 | MBC Drama Award                             | Excellence Award, Actress in a Wednesday-Thursday Drama | Extraordinary You | Ganadora  | [ 74 ]               |
| 2019 | MBC Drama Award                             | Best New Actress                                        | Extraordinary You | Ganadora  | [ 75 ]               |
| 2019 | MBC Drama Award                             | Best Couple Award (junto a Rowoon y Lee Jae-wook)       | Extraordinary You | Nominados |                      |
| 2020 | 5th Asia Artist Award                       | AAA Potential (Actress)                                 | -                 | Ganadora  | [ 76 ] [ 77 ] [ 78 ] |
| 2025 | 61.os Premios Baeksang Arts                 | Mejor actor (televisión)                                | Lovely Runner     | Pendiente | [ 79 ] [ 80 ]        |